# Borstorf
Borstorf là một đô thị thuộc huyện Lauenburg, trong bang Schleswig-Holstein, nước Đức. Đô thị Borstorf có diện tích 8,65 km², dân số thời điểm 31 tháng 12 năm 2006 là 292 người.